# Malte Cato
Axel Malte Cato, född 7 juni 1908 i Allerums församling, Malmöhus län, död 2 december 1995, var en svensk företagsledare.
Cato, som var son till lantbrukare Axel Cato och Nelly Jönsson, genomgick handelsutbildning, blev medarbetare i Allers Familje-Journals Tryckeri AB 1927 och var verkställande direktör där från 1948 (styrelseledamot från 1945). Han var styrelseledamot i AB Press Repro i Stockholm från 1957, i AB Skånskt Djuptryck i Helsingborg och Fastighets AB Furiren 12 i Stockholm från 1960. Han var revisor och huvudman i Allerums sparbank samt ordförande i Ödåkra landskommuns lönenämnd från 1959 och taxeringsnämnd 1962–1963.